# Liz Adams
Liz Adams ist eine US-amerikanische Drehbuchautorin, Filmregisseurin, Kurzfilmproduzentin und Musikvideoeditorin.

## Leben
Adams absolvierte einen Directing Workshop for Women. Sie debütierte 2005 mit dem Kurzfilm Red Upholstery als Drehbuchautorin und Filmregisseurin. Dieselbe Funktion übernahm sie noch im selben Jahr bei Entangled, einem weiteren Kurzfilm. 2007 folgte der Kurzfilm Big Slick. Für diesen schrieb sie das Drehbuch und fungierte zusätzlich als Produzentin. 2008 wurde ihr Film Side Effect auf dem Internationalen Filmfest Oldenburg zum besten Kurzfilm gekürt. Sie verfasste das Drehbuch und agierte als Regisseurin. Weitere Auszeichnungen, die der Film erhielt, waren unter anderem der „Pretty/Scary Award for Excellence in Horror Filmmaking“ auf dem 8th Annual SHRIEKFEST Film Festival in Hollywood und der „Best Screenplay Award“ des Chicago Horror Film Festival. 2010 verfasste sie das Drehbuch für den Kurzfilm Front Men. Nach Mitwirkungen an mehreren Kurzfilmen war sie als Filmschaffende im Jahr 2012 an mehreren Filmproduktionen des Filmstudios The Asylum beteiligt. So erschienen 2012 Flight 23 – Air Crash und Super Cyclone, für die sie als Drehbuchautorin und Filmregisseurin tätig war, sowie Shark Week, für den sie das Drehbuch verfasste. 2014 schrieb sie für den Kurzfilm Farewell to Fire das Drehbuch. 2015 war sie für den Schnitt des Musikvideos zum Lied Higher der Interpreten Sigma und Labrinth zuständig.

## Filmografie (Auswahl)

### Drehbuch
- 2005: Red Upholstery (Kurzfilm)
- 2005: Entangled (Kurzfilm)
- 2007: Big Slick (Kurzfilm)
- 2008: Side Effect (Kurzfilm)
- 2010: Front Men (Kurzfilm)
- 2012: Flight 23 – Air Crash (Air Collision)
- 2012: Shark Week
- 2012: Super Cyclone
- 2014: Farewell to Fire (Kurzfilm)

### Regie
- 2005: Red Upholstery (Kurzfilm)
- 2005: Entangled (Kurzfilm)
- 2008: Side Effect (Kurzfilm)
- 2012: Flight 23 – Air Crash (Air Collision)
- 2012: Super Cyclone

### Weiteres
- 2007: Big Slick (Kurzfilm; Produktion)
- 2015: Sigma Feat. Labrinth: Higher (Musikvideo; Schnitt)